# Prix Erdős
Pour les articles homonymes, voir Erdős.
Le prix Anna-et-Lajos-Erdős en mathématiques est un prix décerné par l'Union mathématique israélienne à un mathématicien israélien dans n'importe quel champ des mathématiques et de l'informatique, « avec une préférence pour des candidats âgés de moins de quarante ans ». Le prix est fondé par Paul Erdős en 1977 en l'honneur de ses parents et il est remis tous les ans ou tous les deux ans. Le nom initial de prix Erdős est modifié en 1996, après le décès d'Erdős, afin de respecter ses souhaits initiaux.
Deux autres prix portent le nom du mathématicien Paul Erdős : le Paul Erdős Award, décerné par la World Federation of National Mathematics Competitions, et le prix Paul-Erdős remis par l'Académie hongroise des sciences.

## Lauréats du prix Erdős
- Saharon Shelah (1977)
- Ilya Rips (1979)
- Ofer Gabber (1981)
- Adi Shamir (1983)
- Shmuel Kiro (1985)
- Yosef Yomdin (1987)
- Noga Alon (1989)
- Alexander Lubotzky (1990)
- Gil Kalai (1992)
- Ehud Hrushovski (1994)
- Oded Schramm (1996)
- Leonid Polterovich (1998)
- Shahar Mozes (2000)
- Zeev Rudnick (2001)
- Ran Raz (2002)
- Zlil Sela (en) (2003)
- Semyon Alesker (2004)
- Paul Biran (2006)
- Yehuda Shalom (pt) (2007)
- Gady Kozma (2008)
- Elon Lindenstrauss (2009)
- Boáz Klartag (2010)
- Tamar Ziegler (2011)
- Irit Dinur (2012)
- Omri Sarig (2013)[1]
- Eran Nevo (2014)
- Mike Hochman (2015)
- Shiri Artstein (2015)
- Emanuel Milman (2016)
- Nir Lev (2017)
- Ronen Eldan (en) (2018)
- Lev Buhovski (2019)
- Doron Puder  et Nathan Keller (2020)
- Avraham Aizenbud (2021)
- Wojciech Samotij (2022)
- Tomer Schlank (2022)
- Gal Binyamini (2023)
- Amir Abboud (2024)

## Référence
1. ↑  (en) « 2013 Erdos Prize in Mathematics »